# 東京街
東京街（トンキン・ストリート）は、香港の九龍深水埗区長沙湾にある街道である。この通りは、広利道から始まり、連翔道で終わる。道路名はトンキン湾（東京湾）に由来する。

## 概要
東京街は、李鄭屋邨近くの、北からの廣利道との合流地点から始まり、保安道、順寧道、青山道、元州街、荔枝角道、通州街、英華街、深旺道、連翔道および終わりの向こう側に南に走る。

## 歴史
東京街の一帯はもとはイギリス軍の兵営で、1927年に建築された。第二次世界大戦中の日本統治時代に、すぐに日本軍による捕虜収容所とされた。捕虜はイギリス人、カナダ人、インド人を含んでいた。
兵営は1977年に閉鎖し、難民收容所になって、ベトナム難民を収容した。一部の土地には最後に麗閣公園が作り上げられた。

## 事件
- 2006年4月8日: 東京街で行った用水路工事の時、588件の英軍による爆発物が発見された。1940～1950年代の、恐らく1940年のものと考えられた。その中には手榴弾、迫撃砲、榴弾砲、地対空弾などを含んでいた。警察は近くの住民を避難させて処理した。
- 2006年4月27日: 第二次世界大戦期間の兵器弾薬の武器が更に発見された。